# ستيف لارسن
ستيف لارسن هو متزلج جماعي كندي، ولد في 26 يناير 1975.

## وصلات خارجية
- ستيف لارسن على موقع أوليمبيديا (الإنجليزية)